# Pantalla flexible

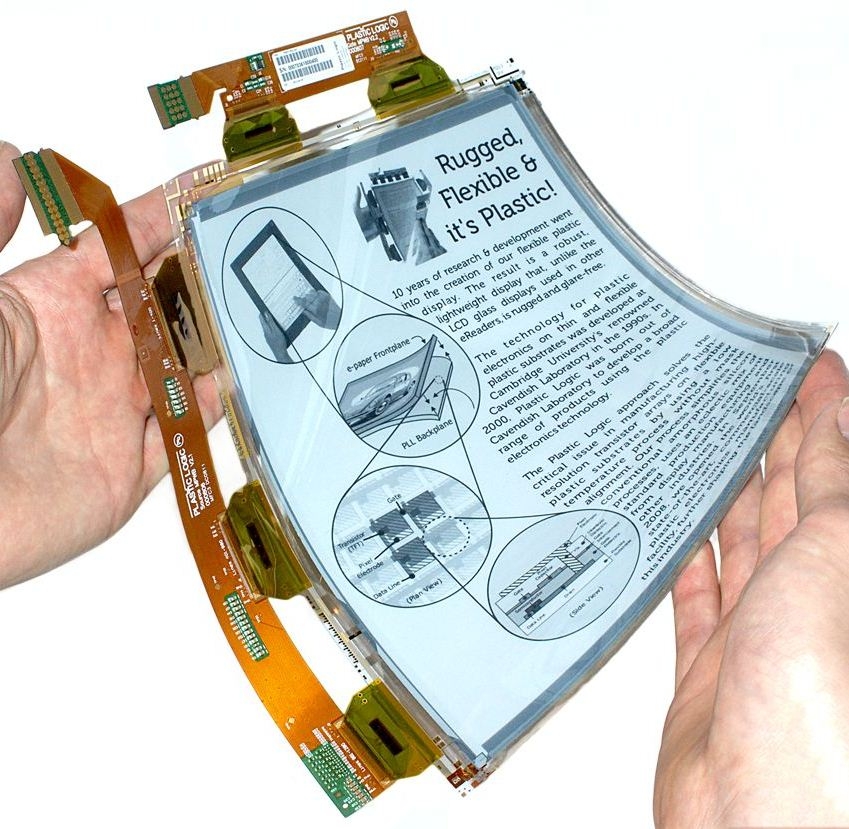
Pantalla flexible de plàstic

Una pantalla flexible és una petita variació dels actuals panells d'imatge disponibles avui en dia en dispositius electrònics, amb la peculiaritat de poder ser doblegades. S'han desenvolupat transistors de pel·lícula prima (Thin-film transistor) de nanotubos de carboni per crear dispositius flexibles i transparents d'alta definició.

## Història

### Paper electrònic flexible
El paper electrònic, i-paper o tinta electrònica són dispositius pantalles que s'assemblen en aparença amb el paper, aquest tipus de pantalles van ser de les primeres que es van centrar en la característica de la flexibilitat. A diferència del les pantalles de llum negra, aquestes no emeten llum sinó que la reflecteixen. Aquesta tecnologia permet particularment llegir de manera més còmoda i sota la llum solar directa.

### Gyricon
Desenvolupada per Xerox PARC en 2007, és una pantalla flexible amb característiques del paper electrònic capaç de reproduir imatges i en la qual es pot escriure i esborrar fins a mil vegades.

### Plastic Logic
Aquesta companyia va desenvolupar el 2012 un panell plàstic monocromàtic flexible, descrit com "irrompible" a causa que no té components de vidre o cristall, és capaç de reproduir colors i és més prim i brillant que altres pantalles.

## Pantalles flexibles OLED
Les pantalles flexibles es basen en la tecnologia OLED (acrònim anglès d'orgànic light-emitting diode) que és un díode que es basa en una capa electroluminescent formada per una pel·lícula de components orgànics que reaccionen, a una determinada estimulació elèctrica, generant i emetent llum per si mateixos. Una de les característiques d'aquests és que al usar un compost orgànic, és possible utilitzar plàstics flexibles que ens permeten doblegar les pantalles, a més de poder ser extremadament prims.

### Sony
En 2007, l'empresa japonesa Sony, va aconseguir realitzar el primer prototip d'aquest tipus de pantalles.
El primer prototip de Sony, disposava d'una pantalla de 4,1 polzades de diagonal, i un gruix inferior al d'un pèl humà. Aquest gruix possibilita i millora la capacitat de flexió de la pantalla, dotant-la d'una torsió tal per ser enrotllada en un llapis. El prototip va implementar un panell de tecnologia OLED (led orgànic), que aconseguia una qualitat més que suficient.

### Nokia
Nokia és la primera a conceptualitzar l'aplicació d'aquesta tecnologia. Ho fa en 2008 amb el dispositiu Nokia Morph un model de dispositiu capaç d'adaptar-se al canell. Sí bé no va ser més que un concepte va servir per obrir l'interès d'altres companyies i a imaginar com avançaria la tecnologia amb el passar dels anys.
Nokia presenta en 2011 un reproductor multimèdia amb una pantalla d'aquestes característiques que obriria encara més les possibilitats.

### Samsung
Després d'aquest llançament, altres multinacionals, com la sud-coreana Samsung, han aconseguit resultats similars als de Nokia i Sony, però no va ser fins al 2015 quan llença un dispositiu de la seva línia insgnia amb les vores corbes o Edge, el Samsung Galaxy S6 i Galaxy Note Edge, aquests dispositius marcarien tendència i serien representatius de la marca i present en els dispositius desenvolupats des de llavors.

## Detalls Tècnics

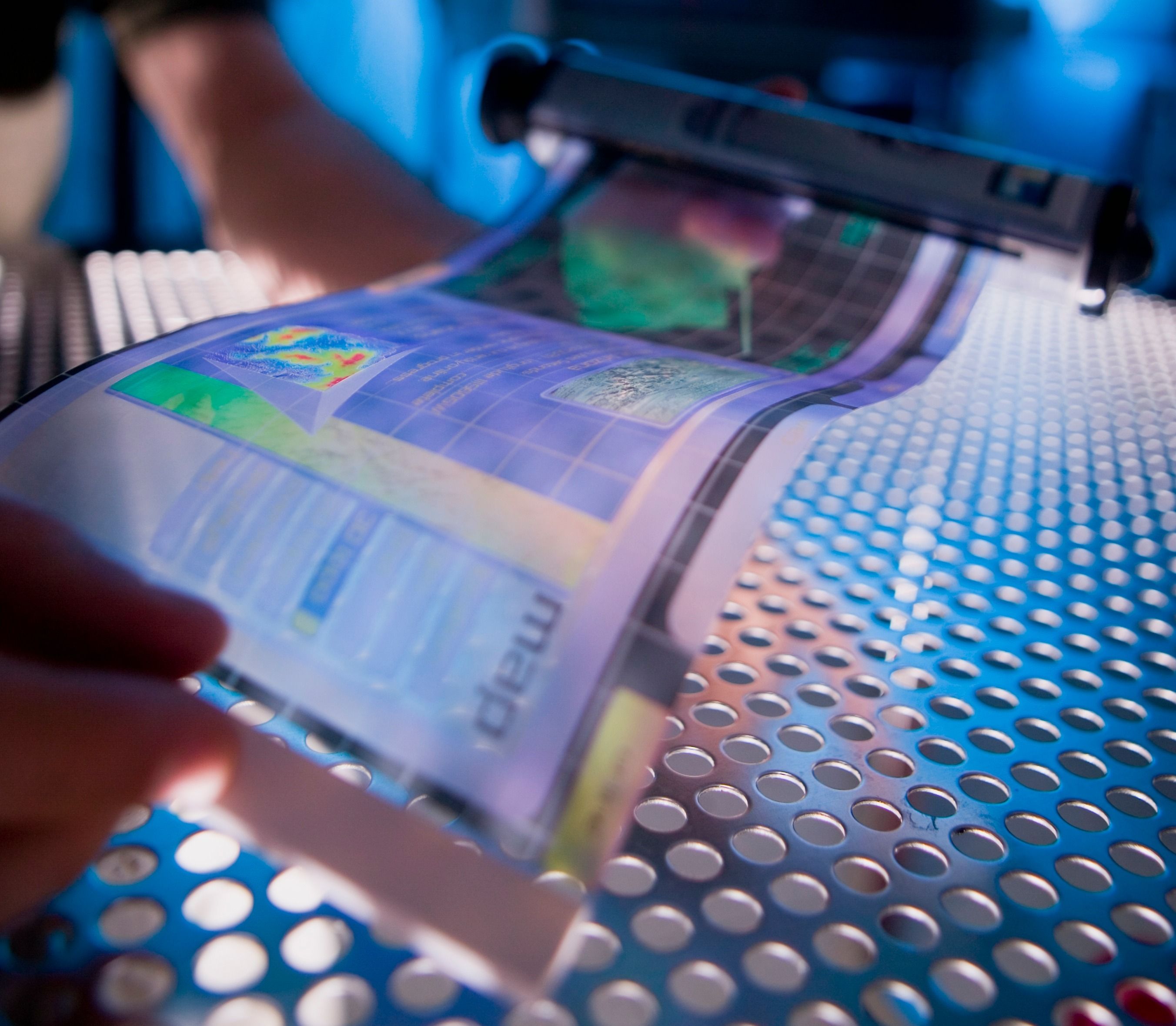
Pantalla flexible presentada el 2008 per HP en conjunt amb La Universitat D'Arizona.

La tecnologia OLED és la que permet que a les pantalles se'ls pugui donar la característiques de flexibilitat o curvatura, a més de ser més primes que les pantalles basades en tecnologia LED.
Les pantalles OLED es compon de 6 capes de vidre protector o plàstic en la part superior (segell) i 6 en la part inferior (substrat), dues terminals: un pistil i un de negatiu, i dues capes de molècules orgàniques. Aquestes capes de molècules orgàniques són més primes que les semiconductores utilitzades a la tecnologia led, els OLED permeten pantalles més primes, lleugeres i flexibles, són més brillants i utilitzen menys energia a causa que necessiten llum de fons per reproduir colors, els quals són més reals.

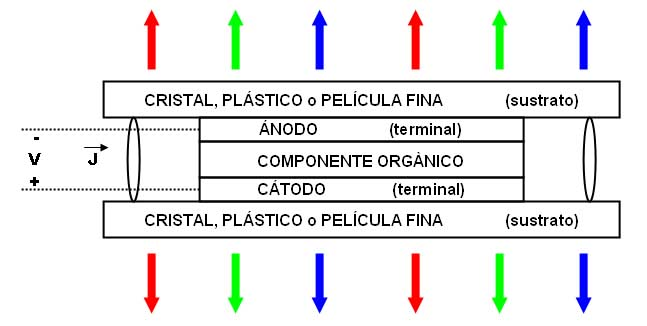
Estructura bàsica d'un OLED.